# Peralam
Peralam é uma panchayat (vila) no distrito de Thiruvarur, no estado indiano de Tamil Nadu.

## Demografia
Segundo o censo de 2001,  Peralam  tinha uma população de 5844 habitantes. Os indivíduos do sexo masculino constituem 50% da população e os do sexo feminino 50%. Peralam tem uma taxa de literacia de 80%, superior à média nacional de 59.5%: a literacia no sexo masculino é de 84% e no sexo feminino é de 77%. Em Peralam, 10% da população está abaixo dos 6 anos de idade.